# Valle de Għasri
El Valle de Għasri en maltés: Wied il-Għasri) es un cañón submarino en la isla maltesa de Gozo. El desfiladero se adentra por tierra hacia el pueblo de Għasri. El valle es conocido por su tranquila playa, que se encuentra a 300 metros tierra adentro desde el mar. Solo se puede acceder al mar a través de una cala estrecha con altos acantilados a ambos lados. En el borde del valle, junto a una cueva submarina, se cree que se construyeron y mantuvieron salinas maltesas. Contiene una playa aislada que es popular entre ambos, los turistas y los buceadores.

## Historia
En el siglo XVIII, la parte interior de Wied il-Għasri era propiedad de un relojero maltés que decidió cavar un pozo en la entrada de una cueva en el mar, dando lugar a lo que hoy se conoce como Għar il-Qamħ.

## Galería de imágenes

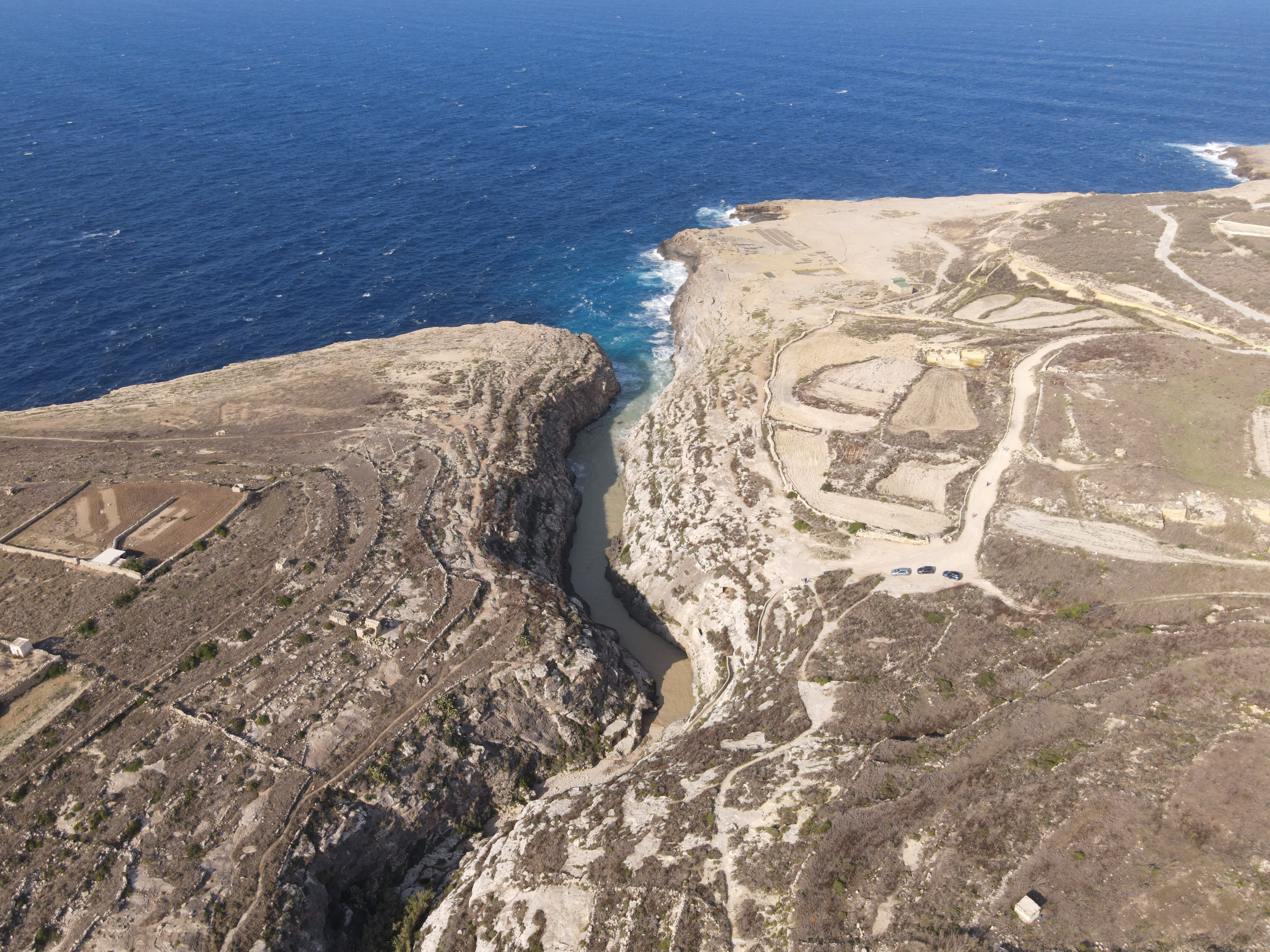
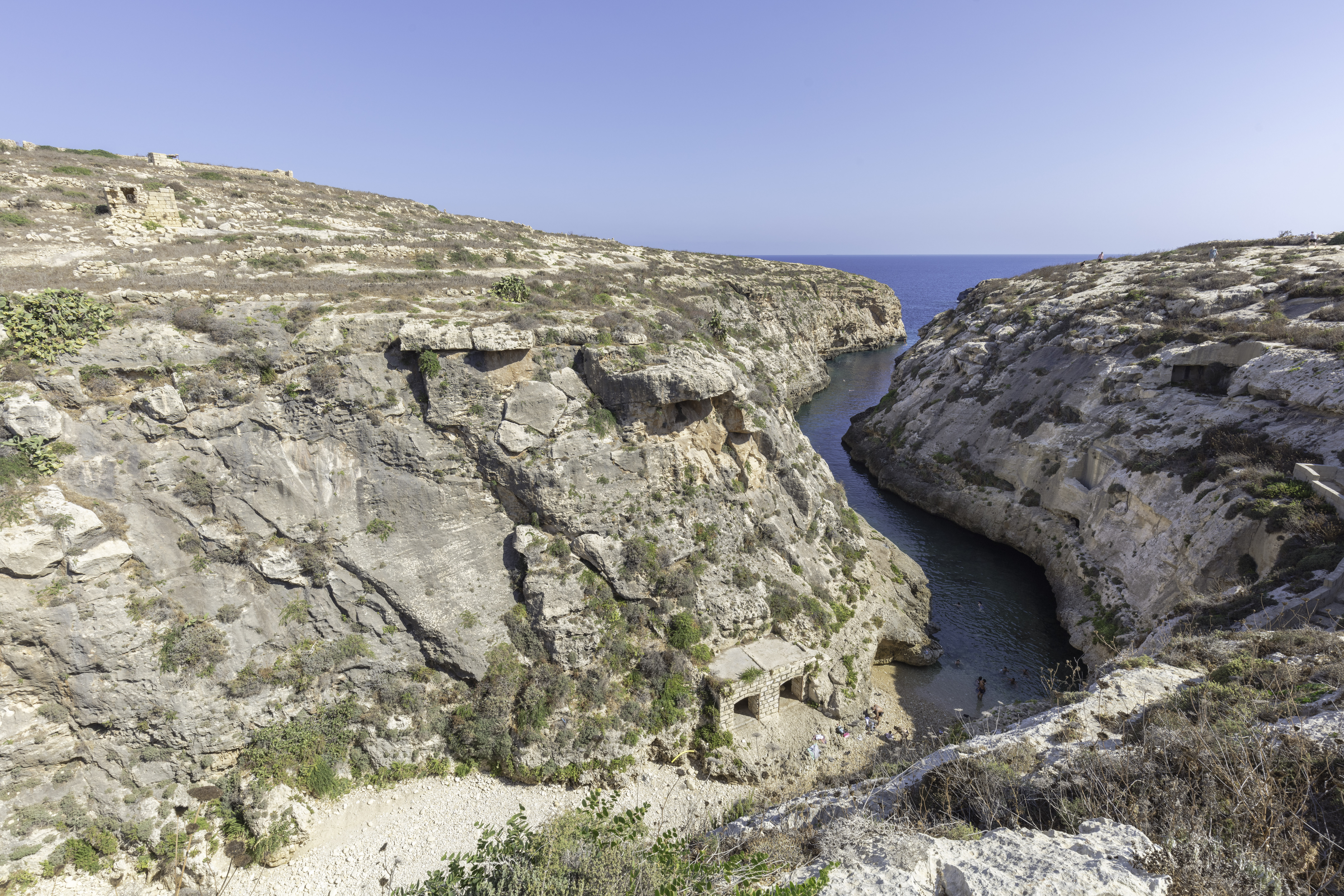
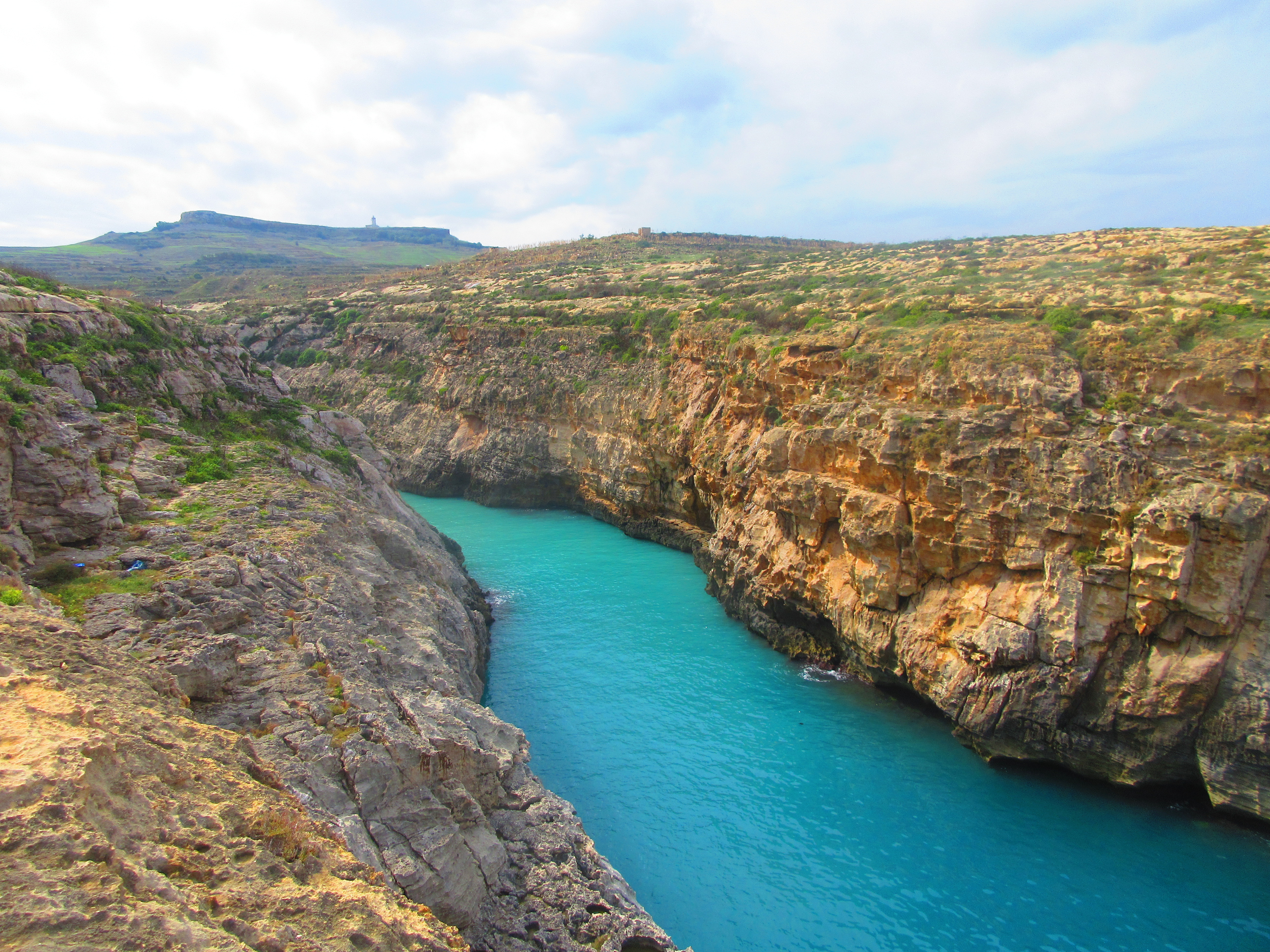